# Arabia deserta
Arabia deserta, öken-Arabien, betecknade under antiken det inre av Arabiska halvön som mest bestod av stora öknar befolkade av semitiska nomadstammar. Norrut sträckte sig Arabia deserta in mellan Syrien och Mesopotamien. Romarna delade in arabvärlden i Arabia deserta, Arabia felix och Arabia petraea.